# Wild Bill: Hollywood Maverick
Wild Bill: Hollywood Maverick es un documental biográfico estadounidense de 1995, dirigido por Todd Robinson, que a su vez lo escribió junto a William Wellman Jr., musicalizado por David Bell, en la fotografía estuvo Theo Angell y Christian Sebaldt, los protagonistas son Alec Baldwin, James Cagney y Mike Connors, entre otros. Esta obra fue realizada por Wild Bill Pictures, se estrenó el 29 de octubre de 1995.

## Sinopsis
En este documental se da a conocer la trayectoria del célebre cineasta William A. Wellman, examinando los acontecimientos.